# عامر مبارک
عامر مبارک (انگلیسی: Amer Mubarak؛ زادهٔ ۲۸ دسامبر ۱۹۸۷) یک بازیکن فوتبال اهل امارات متحده عربی است.
وی همچنین در تیم ملی فوتبال امارات متحده عربی بازی کرده‌است.